# Polyrhachis diaphanta
Polyrhachis diaphanta é uma espécie de formiga do gênero Polyrhachis, pertencente à subfamília Formicinae.